# Episodi di La fattoria dei giorni felici (seconda stagione)
La seconda stagione della serie televisiva La fattoria dei giorni felici è stata trasmessa in anteprima negli Stati Uniti d'America dalla CBS tra il 14 settembre 1966 e il 26 aprile 1967.
| nº | Titolo originale                                | Titolo italiano                                     | Prima TV USA      | Prima TV Italia |
| -- | ----------------------------------------------- | --------------------------------------------------- | ----------------- | --------------- |
| 1  | Wings Over Hooterville                          |                                                     | 14 settembre 1966 |                 |
| 2  | Water, Water Everywhere                         | Acqua,acqua dappertutto                             | 21 settembre 1966 |                 |
| 3  | I Didn't Raise My Pig to Be a Soldier           |                                                     | 28 settembre 1966 |                 |
| 4  | How to See South America by Bus                 | Sud America in autobus                              | 5 ottobre 1966    |                 |
| 5  | The Ugly Duckling                               | ll brutto anatroccolo                               | 19 ottobre 1966   |                 |
| 6  | One of Our Assemblymen Is Missing               | Oliver Douglas si dà alla politica                  | 26 ottobre 1966   |                 |
| 7  | The Good Old Days                               | l bei vecchi tempi andati                           | 2 novembre 1966   |                 |
| 8  | Eb Discovers the Birds and the Bees             | Eb scopre gli uccelli e le api                      | 9 novembre 1966   |                 |
| 9  | The Hooterville Image                           | L'immagine di Hooterville                           | 16 novembre 1966  |                 |
| 10 | You Ought to Be in Pictures                     | Dovresti fare del cinema                            | 23 novembre 1966  |                 |
| 11 | A Home Isn't Built in a Day                     | Una casa non si costruisce in un giorno             | 30 novembre 1966  |                 |
| 12 | A Square Is Not Round                           | Un quadrato non è tondo                             | 14 dicembre 1966  |                 |
| 13 | An Old-Fashioned Christmas                      | Un Natale vecchio stile                             | 21 dicembre 1966  |                 |
| 14 | Never Trust a Little Old Lady                   | Non credere mai ad una vecchietta                   | 28 dicembre 1966  |                 |
| 15 | School Days                                     | Giorni di scuola                                    | 4 gennaio 1967    |                 |
| 16 | His Honor                                       | Vostro Onore                                        | 11 gennaio 1967   |                 |
| 17 | It's So Peaceful in the Country                 | C'è tanta pace in campagna                          | 18 gennaio 1967   |                 |
| 18 | Exodus to Bleedswell                            | Esodo a Bleedswell                                  | 25 gennaio 1967   |                 |
| 19 | It's Human to Be Humane                         | È umano essere umani                                | 1º febbraio 1967  |                 |
| 20 | Never Take Your Wife to a Convention            | Non portare mai tua moglie a un congresso           | 8 febbraio 1967   |                 |
| 21 | The Computer Age                                | L'epoca del computer                                | 15 febbraio 1967  |                 |
| 22 | Never Start Talking Unless Your Voice Comes Out | Non cominciare a parlare finché non ti esce la voce | 22 febbraio 1967  |                 |
| 23 | The Beverly Hillbillies                         | Il piccolo teatro di Hooterville                    | 1º marzo 1967     |                 |
| 24 | Lisa's Vegetable Garden                         | L'orto di Lisa                                      | 8 marzo 1967      |                 |
| 25 | The Saucer Season                               | La stagione dei dischi volanti                      | 15 marzo 1967     |                 |
| 26 | Getting Even with Haney                         | Farla finita con Haney                              | 22 marzo 1967     |                 |
| 27 | Kimball Gets Fired                              | Il licenziamento di Kimball                         | 29 marzo 1967     |                 |
| 28 | The Vulgar Ring Story                           | La leggenda dell'anello                             | 12 aprile 1967    |                 |
| 29 | Who's Lisa?                                     | Chi è Lisa?                                         | 19 aprile 1967    |                 |
| 30 | Music to Milk By                                | Musica da mungere                                   | 26 aprile 1967    |                 |